# N.G.L. Hammond
 Der er for få eller ingen kildehenvisninger i denne artikel, hvilket er et problem. Du kan hjælpe ved at angive troværdige kilder til de påstande, som fremføres i artiklen.

Nicholas Geoffrey Lemprière Hammond (14. november 1907 – 24. marts 2001) var en britisk oldtidshistoriker, som specialiserede sig i det antikke Makedoniens historie, hvilket har ført til flere grundlæggende værker inden for studiet af Filip II og Alexander den Store.
Under et ophold i Grækenland deltog Hammond i den græske modstandsbevægelse under 2. verdenskrig.
I sin akademiske karriere var Hammond med til at skrive The Oxford Classical Dictionary. Som redaktør og forfatter deltog han sammen med sin tids store forskere i Cambridge's flerbindsværk The Cambridge Ancient History. Senere var han redaktør og medforfatter på et flerbindsprojekt om Makedoniens historie i oldtiden.
Hammond underviste på Cambridge Universitetet og i Bristol samt mange andre steder i verden igennem sit lange liv. 
Hammonds syn på Alexander den Store er af mange blevet set som alt for positivt, og til tider har Hammond ikke været kritisk nok i sin anvendelse af kilderne. Fast står det dog, at Hammond inden for udforskningen af antikkens historie var en gigant.

## Udvalgt litteratur
- Alexander the Great (1994)
- Sources for Alexander the Great (1993)
- The Macedonian State (1992)